# InterContinental David Tel Awiw
InterContinental David Tel Awiw – czterogwiazdkowy hotel w Tel Awiwie, w Izraelu. Należy do sieci hoteli InterContinental Hotels & Resorts. Jeden z najdroższych i najbardziej prestiżowych hoteli w Izraelu.

## Położenie
Hotel jest usytuowany w bezpośrednim sąsiedztwie Parku Charlesa Clore’a, na północ od kompleksu biznesowo-handlowego Centrum Tekstylne, w osiedlu Menaszijja w Tel Awiwie. Rozciąga się stąd widok na Morze Śródziemne.

## Historia
Decyzję o budowie hotelu podjęto w celu zwiększenia atrakcyjności Centrum Tekstylnego. W trakcie jego budowy konkurencyjna sieć hotelarska Dan Hotels przeprowadziła modernizację sąsiedniego hotelu Dan Panorama Tel Awiw Hotel. Budowę hotelu InterContinental David Tel Awiw ukończono w 1999. Zdobywa on jedne z najwyższych ocen wśród wszystkich hoteli w Tel Awiwie.

## Pokoje i apartamenty
Hotel dysponuje 555 pokojami hotelowymi i apartamentami. Każdy pokój wyposażony jest w klimatyzację, łazienkę do użytku prywatnego, biurko, czajnik do kawy/herbaty, minibarek, radio z budzikiem, sejf, płatny Internet, telewizję kablową, telewizję satelitarną, płatne filmy na życzenie, konsola do gier, telefon z linią bezpośrednią, telefon w łazience, suszarkę, otwierane okna.
Dodatkowo hotel świadczy usługi w zakresie: czyszczenia butów, dostępu do szerokopasmowego Internetu w miejscach publicznych, personelu wielojęzycznego, pomocy medycznej, pomocy przy organizacji wycieczek, wypożyczania samochodów lub limuzyn. W hotelu jest basen, własny hotelowy park, kantor, płatny parking, pralnia, salon fryzjerski, sejf w recepcji, bar, restauracja, kawiarnia, sala bankietowa, sklepy oraz sklep z pamiątkami. Można skorzystać z masaży, sauny, spa i sprzętu fitness. Dla ułatwienia komunikacji jest winda.

## Inne udogodnienia
W hotelu znajduje się największa w Izraelu sala konferencyjna. Przy hotelu są organizowane zajęcia z aerobiku, zabawy na placu zabaw dla dzieci, jest także możliwość pływania, wędkarstwa i żeglarstwa.